# Dance 2 Trance
Dance 2 Trance est un duo allemand de trance, composé de Rolf Ellmer aka Jam El Mar et Dag Lerner. Le groupe est notamment connu pour être l'une des premières formations de musique trance. Le duo commença sa carrière dans la musique électronique sous le pseudonyme "Peyote".
Rolf Ellmer a participé ensuite à Jam & Spoon.

## Discographie

### Albums
- 1992 : Moon Spirits
- 1995 : Revival
- 1996 : Works

### Singles
- 1990 : We Came In Peace
- 1991 : Let's Get Rollin’
- 1991 : Where Is Dag?
- 1992 : Hello San Francisco
- 1992 : Power Of American Natives
- 1993 : Power Of American Natives Remixes
- 1993 : Take A Free Fall
- 1993 : Take A Free Fall Remixes
- 1994 : Warrior
- 1995 : Warrior (The Groovecult Remixes)
- 1995 : I Have A Dream (Enuf Eko?)
- 1995 : I Have A Dream (Enuf Eko?) Remixes
- 1997 : Power Of American Natives 97
- 1998 : Power Of American Natives 98
- 2009 : Power Of American Natives 2009